# 胡潔
胡潔（1477年—？），字汝清，云南曲靖卫官籍江西南昌府豐城縣人，明朝政治人物。

## 生平
弘治十四年（1501年）辛酉科雲南鄉試第十六名舉人，正德三年（1508年）中式戊辰科會試第一百八十二名，三甲第一百五十六名進士。十年任湖广黄冈县知县，十一年十月选授福建道試御史，十四年巡按南直隶、浙江，十六年（1521年）升大理寺丞，明世宗即位，追论江西平朱宸濠功，官升三级，擢光禄寺卿，以母喪归。

## 家族
曾祖胡遠，副千户；祖父胡宁，副千户；父胡琛，义官。母陈氏。具庆下。兄胡济、胡泾、胡灏、胡澜。